# Chad Smith
Chad Smith, född Chad Gaylord Smith 25 oktober 1961 i Saint Paul, Minnesota, är en amerikansk trummis och medlem i den amerikanska rockgruppen Red Hot Chili Peppers. Han ersatte förre trummisen Jack Irons 1988. Han spelar också i supergruppen Chickenfoot och i bandet Chad Smith's Bombastic Meatbats. Smith använde tidigare Pearl, men bytte 2016 till DW. Smith spelar Sabian cymbaler.
Smith började spela trummor när han var sju år gammal. Han brukade lyssna till band som Rush, the Rolling Stones, Humble Pie, Pink Floyd, Black Sabbath, Led Zeppelin, Deep Purple, the Who, the Jimi Hendrix Experience och Kiss.
Chad Smith skrev förordet till boken 'Me and my Friends', en bok av Tony Woolliscroft som följt the Red Hot Chili Peppers under 20 år. Han har även sagt att en person som han ser upp till är Bruce Springsteens trummis Max Weinberg.
Smith spelar på album av bland annat Glenn Hughes, Johnny Cash, John Fogerty, the Dixie Chicks, Kid Rock, Jake Bugg, the Avett Brothers, Joe Satriani, Post Malone, Lana Del Rey, Jennifer Nettles, Josh Klinghoffer, Ozzy Osbourne, Halsey och Dua Lipa.